# Anacaena
Genre
Anacaena est un genre d'Insectes coléoptères de la famille des Hydrophilidae.

## Liste des espèces
Selon GBIF (13 mai 2024) :
- Anacaena advena (Sharp, 1890)
- Anacaena aiyura Komarek, 2009
- Anacaena albay Komarek & Freitag, 2014
- Anacaena alticola (Gentili, 2002)
- Anacaena amplocomata Komarek & Freitag, 2014
- Anacaena angatbuhay Sanchez, Delocado & Freitag, 2022
- Anacaena angulata Komarek, 2004
- Anacaena apo Komarek & Freitag, 2014
- Anacaena asahinai Satô, 1982
- Anacaena atriflava Jia & Feng-Long, 1997
- Anacaena auxilium Sanchez, Delocado & Freitag, 2022
- Anacaena balabag Komarek & Freitag, 2014
- Anacaena balkei (Gentili, 1993)
- Anacaena bipustulata (Marsham, 1802)
- Anacaena boukali Komarek, 2006
- Anacaena brachypenis Komarek, 2012
- Anacaena brancuccii Komarek, 2013
- Anacaena brevis Komarek, 2009
- Anacaena brunnea (M.Hansen, 1999)
- Anacaena bulbifera Pu & Zhe-Long, 1964
- Anacaena bunduna Komarek, 2009
- Anacaena bushiki Pu & Zhe-Long, 1963
- Anacaena capensis Hebauer, 1999
- Anacaena colorata (Gentili, 1996)
- Anacaena conglobata (Wollaston, 1854)
- Anacaena convexa (Gentili, 1996)
- Anacaena cordillera Komarek & Freitag, 2014
- Anacaena corumbana Orchymont, 1938
- Anacaena coruscalis Orchymont, 1942
- Anacaena davao Komarek & Freitag, 2014
- Anacaena debilis (Sharp, 1882)
- Anacaena destructa Komarek & Freitag, 2014
- Anacaena dumbeana Komarek, 2021
- Anacaena emergens Komarek & Freitag, 2014
- Anacaena endroedyi (M.Hansen, 1999)
- Anacaena eremita (Blackburn, 1896)
- Anacaena eremitoides Komarek, 2007
- Anacaena fallax Komarek, 2004
- Anacaena feae Komarek, 2013
- Anacaena fikaceki Komarek, 2013
- Anacaena foveata (Komarek, 2005)
- Anacaena fuscopunctata Komarek, 2013
- Anacaena gaetanae Bameul, 2001
- Anacaena gaoligongshana Komarek, 2012
- Anacaena gentilii Komarek, 2009
- Anacaena gerula Orchymont, 1942
- Anacaena gilva (Gentili, 1996)
- Anacaena glabella Orchymont, 1942
- Anacaena glabriventris Komarek, 2004
- Anacaena globula (Paykull, 1798)
- Anacaena gracilipalpis Komarek, 2004
- Anacaena gransabanensis García, 2019
- Anacaena haemorrhoa (Wollaston, 1864)
- Anacaena hainanensis Jia & Feng-Long, 1997
- Anacaena hajeki Komarek, 2013
- Anacaena hebaueri (Gentili, 2002)
- Anacaena hemisphaerica Komarek & Freitag, 2014
- Anacaena horni (Blackburn, 1896)
- Anacaena humilis Orchymont, 1942
- Anacaena jaechi Komarek, 2010
- Anacaena jaegeri Komarek, 2006
- Anacaena javana Komarek, 2010
- Anacaena jengi Komarek, 2011
- Anacaena jiafenglongi Komarek, 2012
- Anacaena kumejimana Minoshima, Kamite & Fikáček, 2023
- Anacaena laevis Orchymont, 1936
- Anacaena laevoides Komarek, 2006
- Anacaena lamdongica Komarek, 2013
- Anacaena lancifera Pu & Zhe-Long, 1963
- Anacaena lanzhujii Komarek, 2012
- Anacaena laotica Komarek, 2013
- Anacaena latepatens Komarek, 2013
- Anacaena levistriata Komarek & Freitag, 2014
- Anacaena limbata (Fabricius, 1792)
- Anacaena limostra Orchymont, 1942
- Anacaena lindi (Blackburn, 1888)
- Anacaena lineata (Gentili, 1996)
- Anacaena littoralis Orchymont, 1942
- Anacaena lohsei Berge Henegouwen & Hebauer, 1989
- Anacaena lucida (Gentili, 1996)
- Anacaena lushanensis Pu & Zhe-Long, 1964
- Anacaena lutea Komarek, 2004
- Anacaena lutescens (Stephens, 1829)
- Anacaena luticola Hebauer, 2002
- Anacaena maculata Pu & Zhe-Long, 1964
- Anacaena madangi (Gentili, 2002)
- Anacaena marchantiae (Wollaston, 1857)
- Anacaena mascarena Hebauer, 2002
- Anacaena mawara Komarek, 2013
- Anacaena mazzoldii Komarek, 2013
- Anacaena minima (Sharp, 1890)
- Anacaena minja Komarek, 2009
- Anacaena minuscula Orchymont, 1942
- Anacaena minutalis Orchymont, 1942
- Anacaena mista Orchymont, 1932
- Anacaena modesta Orchymont, 1932
- Anacaena montana Komarek, 2013
- † Anacaena morla Arriaga-Varela, Brunke & Fikáček, 2021
- Anacaena namaqua Bilton & Komarek, 2016
- Anacaena nanica (Gentili, 2002)
- Anacaena nongfana Komarek, 2013
- Anacaena novacaledonica Komarek, 2010
- Anacaena obscura (Gentili, 1996)
- Anacaena occulta Komarek, 2009
- Anacaena okinawana Minoshima, Kamite & Fikáček, 2023
- Anacaena orchymonti Komarek, 2010
- Anacaena ovatides Newton, 2011
- Anacaena pallens (Gentili, 1996)
- Anacaena parvicristata Komarek, 2004
- Anacaena parvula (Sharp, 1882)
- Anacaena perparva Orchymont, 1942
- Anacaena personata (Gentili, 1996)
- Anacaena philippina Komarek & Freitag, 2014
- Anacaena pilosa (Gentili, 1996)
- Anacaena polita Komarek, 2004
- Anacaena praetexta (Gentili, 1996)
- Anacaena princesa Komarek & Freitag, 2014
- Anacaena pui Komarek, 2012
- Anacaena punctata (Kirsch, 1873)
- Anacaena quezona Komarek & Freitag, 2014
- Anacaena rara Komarek, 2010
- Anacaena reducta Komarek, 2004
- Anacaena rotunda (Gentili, 2002)
- Anacaena rubra (Gentili, 2002)
- Anacaena rufipes (Guillebeau, 1896)
- Anacaena schillhammeri Komarek, 2013
- Anacaena schoenleithneri Komarek, 2021
- Anacaena schoenmanni Komarek, 2012
- Anacaena setifera Komarek, 2006
- Anacaena shepardi Komarek, 2013
- Anacaena sichuana Komarek, 2012
- Anacaena signaticollis Fall, 1924
- Anacaena silvatica Komarek, 2010
- Anacaena sipekorum Komarek, 2013
- Anacaena smetanai Komarek, 2011
- Anacaena striata (M.Hansen, 1999)
- Anacaena striatides Newton, 2011
- Anacaena sublineata (Blackburn, 1888)
- Anacaena sucinacia (Gentili, 2002)
- Anacaena sucinea Komarek, 2004
- Anacaena sulawesica Komarek, 2010
- Anacaena sulcata Komarek & Freitag, 2014
- Anacaena suturalis (LeConte, 1866)
- Anacaena taurica Ryndevich, 2000
- Anacaena tenella Hebauer, 1999
- Anacaena testacea (Gentili, 1996)
- Anacaena torikaii Minoshima, Kamite & Fikáček, 2023
- Anacaena violacea (Gentili, 1996)
- Anacaena wangi Komarek, 2012
- Anacaena wattsi (Gentili, 1993)
- Anacaena wewalkai Komarek, 2010
- Anacaena yunnanensis Orchymont, 1942
- Anacaena zamboangana Komarek & Freitag, 2014

## Systématique
Le nom valide complet (avec auteur) de ce taxon est Anacaena C.G.Thomson, 1859. Le genre a été créé par l'entomologiste suédois Carl Gustaf Thomson en 1859.
Anacaena a pour synonymes :
- Creniphilus Motschulsky, 1845
- Crenophilus Agassiz, 1846
- Cryniphilus Motschulsky, 1845
- Enigmata M.Hansen, 1999
- Grodum M.Hansen, 1999
- Hebauerina Gentili, 2002
- Laccobiellus Abeille de Perrin, 1901
- Metacymus Sharp, 1882
- Omniops Perkins & Short, 2004